# نبرد نانجینگ
نبرد نانجینگ پس از تسخیر شانگهای در ۹ اکتبر ۱۹۳۷ توسط ژاپن آغاز شد و با سقوط پایتخت نانجینگ در ۱۳ دسامبر ۱۹۳۷ به پایان رسید. ورود سربازان ژاپنی چند روز پس از تخلیهٔ شهر توسط دولت مردان دولت چین و مهاجرت آنان به ووهان (ووهان) انجام گرفت. کشتار نانجینگ به دنبال سقوط شهر به وقوع پیوست.